# Mannerheim-Linie

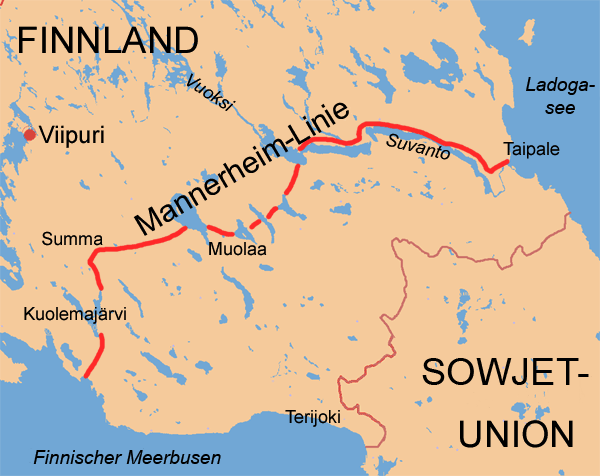
Verlauf der Mannerheim-Linie

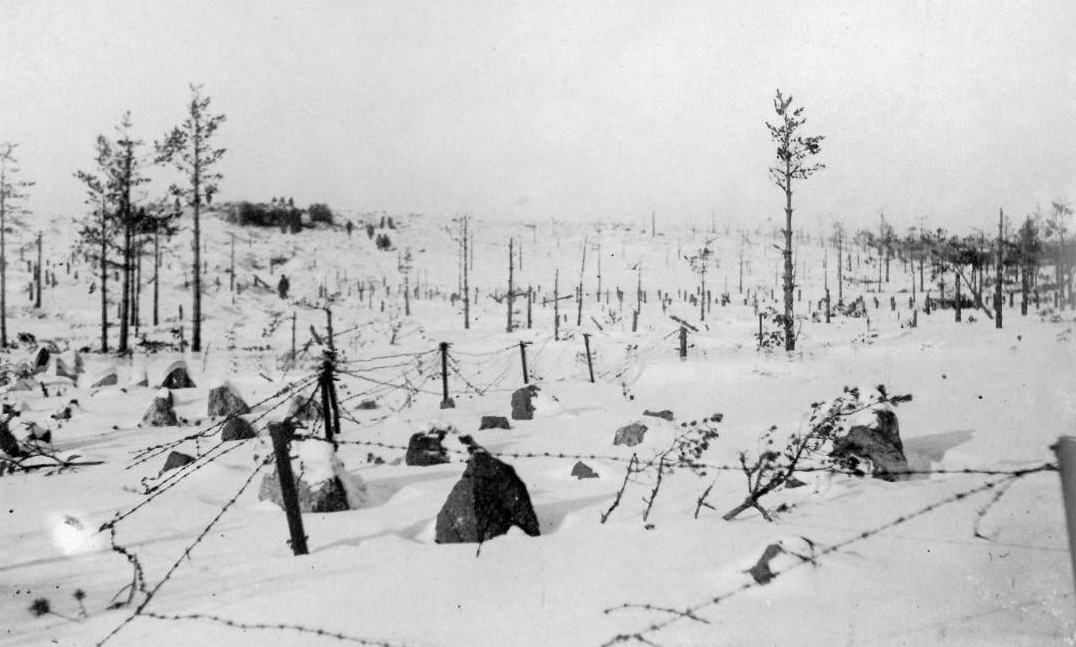
Teil der Mannerheim-Linie: im Vordergrund Draht- und Steinhindernisse, links im Hintergrund Bunker, 1940

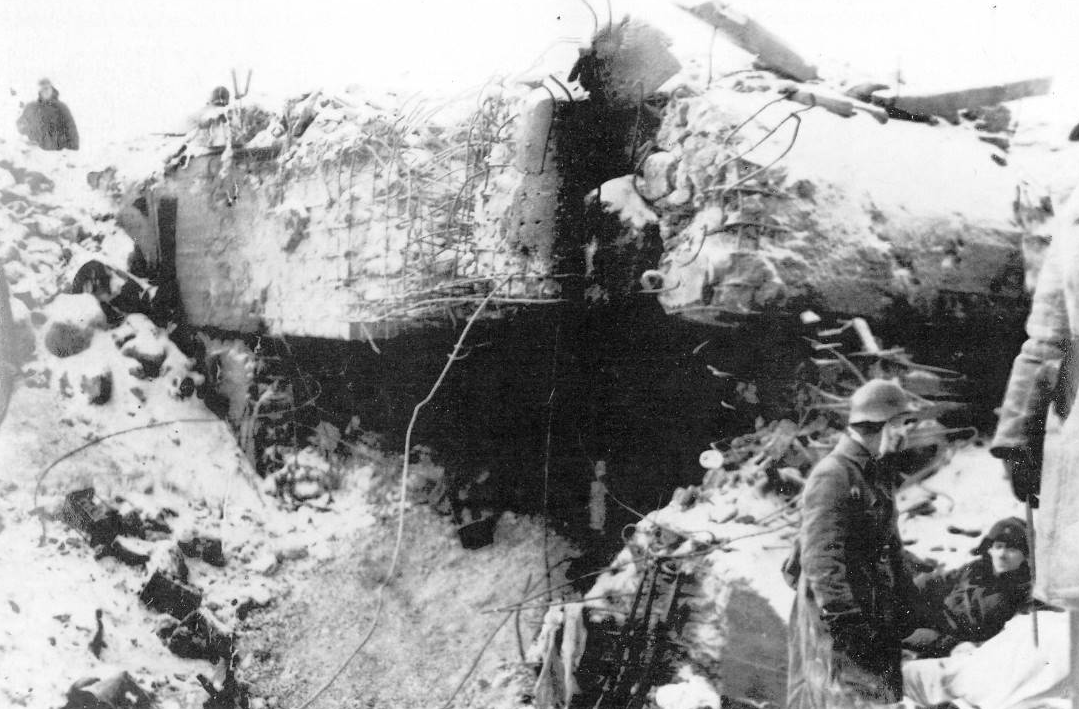
Von der Roten Armee zerstörter Bunker, 1940

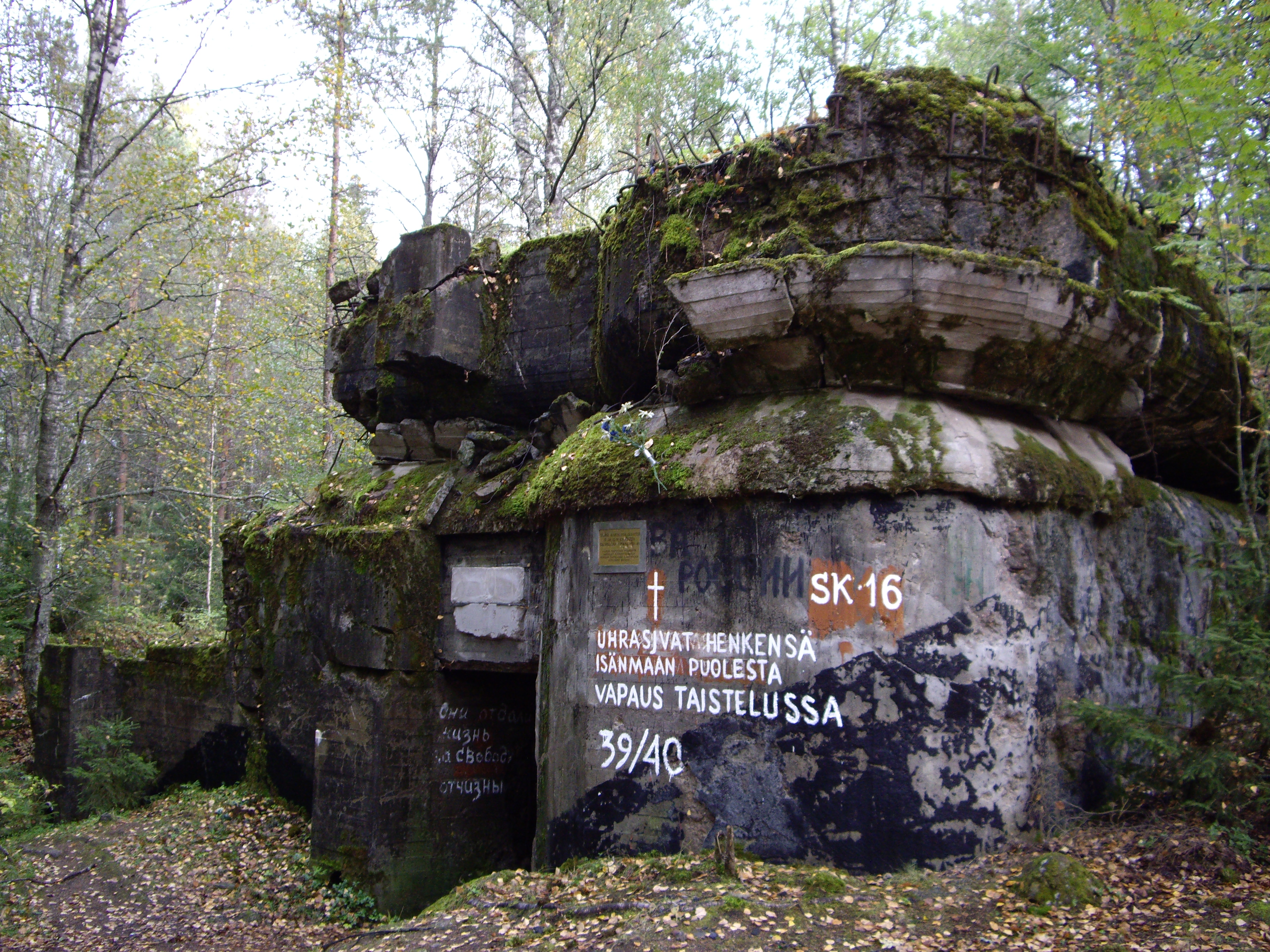
Bunker Sk16 2009

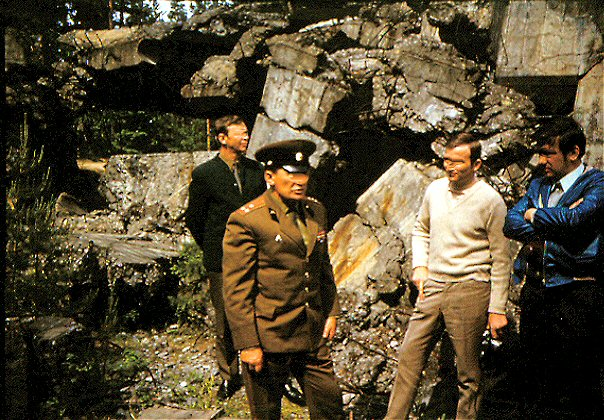
Zerstörte Befestigungen im Gebiet Wyborg

Die Mannerheim-Linie (finn. Mannerheim-linja) war im Winterkrieg 1939/40 (Überfall der Sowjetunion auf Finnland) eine finnische Verteidigungslinie zwischen dem Ladogasee und dem Finnischen Meerbusen quer über die Karelische Landenge. Einen offiziellen Namen hatte das Befestigungswerk nicht. Die Bezeichnung Mannerheim-Linie nach dem finnischen Oberbefehlshaber Carl Gustaf Emil Mannerheim stammt vermutlich von dem Offizier Jorma Gallen-Kallela, der diesen Ausdruck im Herbst 1939 gegenüber ausländischen Journalisten gebrauchte.

## Taktisch-technische Angaben
Die Mannerheim-Linie war 136 km lang und lässt sich grob in zwei Sektoren teilen: Erstens Befestigungen auf der nördlichen Seite der Seen Vuoksi und Suvanto und zweitens Befestigungen zum Sperren von Landwegen (vor allem Sektor Taipale zwischen Ladogasee und Suvanto-See und Sektor Summa-Lähde als Sperre der sogenannten Wyborger Pforte zwischen Leningrad und Wyborg). Die Befestigungen entlang der Seen zusammen mit Sektor Taipale hielten im Winterkrieg bis zum Schluss; sie wurden niemals durchbrochen.
Die Befestigungen umfassten an passiven Elementen 440 km Schützengräben, 331 km Stacheldrahthindernisse, 136 km Panzersperren aller Art sowie 823 Unterstände, davon 19 aus Beton. Aktive Elemente waren sechs Kanonen-Bunker (alle aus Beton, je drei nördlich des Vuoksi-Sees und des Suvanto-Sees), 648 MG-Stellungen (davon 42 aus Beton und davon wiederum sechs Multi-MG-Bunker mit drei oder mehr Maschinengewehren).
Insgesamt war die Mannerheim-Linie nur eine Kette von Feldbefestigungen, der die Tiefe fehlte. Betonierte Anlagen machten nur knapp vier Prozent ihrer Elemente aus. Sowohl aktive als auch passive Kampfkraft waren sehr viel geringer als etwa die der Maginot-Linie oder des Westwalls.

## Typen und Merkmale der Bunker in der Mannerheim-Linie

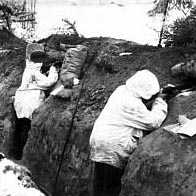
Finnische Infanteriesoldaten in einem Schützengraben bei Taipaleenjoella.

Die ältesten, zwischen 1920 und 1924 gebauten Bunker waren vom sogenannten Enckell-Typ (nach dem damaligen Chef des Generalstabs Gen.lt. Enckell), d. h. mit einem Maschinengewehr bewaffnete und auf Frontalfeuer ausgelegte Betonbauten. Sie sollten drei Volltreffern mit Geschossen des Kalibers 150 mm standhalten können. Die größte Gefahr bestand bei Schüssen in die relativ großen und nicht verschließbaren Schießscharten.
Ab 1930 wurden Bunker vom Casemate-de-Bourges-Typ gebaut. Diese Anlagen hatten keine Schießscharten nach vorn, sondern nur zu den Seiten und nach hinten, und die Scharten waren durch „Flügel“ aus Beton gegen Beschuss geschützt. Damit waren die „Casemate de Bourge“-Bunker durch Artillerie kaum zu verwunden, konnten aber nur Flankenfeuer schießen und waren nicht imstande, sich gegen einen Angreifer zu wehren, der direkt von vorn kam und dem Bunker sozusagen „aufs Dach stieg“. Sie benötigten also Deckung durch benachbarte Bunker oder Feldbefestigungen. Bekanntester Bau vom Casemate de Bourge-Typ war der Multi-MG-Bunker „Miljoonalinnake“ („Millionen-Bunker“, wegen der hohen Kosten) im Sektor Summa-Lähde. Er ging verloren, nachdem alle benachbarten Anlagen niedergekämpft waren und sowjetische Soldaten auf dem Dach des Bunkers rund zwei Tonnen Sprengstoff zur Detonation brachten.
Der dritte und letzte Typ findet sich in nur einem Exemplar, dem 1937 gebauten Bunker „Poppiuslinnake“ („Poppius-Bunker“, nach dem Kommandanten Lt. Poppius) im Zentrum des Sektors Summa-Lähde. Er vermochte mit zwei MG aus zwei Kasematten sowohl Frontal-, als auch Flankenfeuer zu schießen. Die Schießscharten waren auf sieben Zentimeter Breite verengt und mit 32 cm starken Panzerplatten geschützt, die auch allerschwersten Geschossen gewachsen waren. Diese Platten waren aber extrem teuer und mussten im Ausland gekauft werden, so dass es bei dem einen Exemplar blieb.
Keiner der Bunker verfügte über panzerbrechende Waffen. Das erwies sich als schwerwiegender Mangel; der Angreifer konnte mit Panzern bis vor die Schießscharten fahren und diese so blockieren (auf diese Weise ging der „Poppius-Bunker“ verloren). Deswegen bedurften alle Bunker der Unterstützung durch Kämpfer draußen, die herannahende Panzer mit Brandflaschen oder geballten Ladungen abwehrten.

## Angriffe auf die Mannerheim-Linie, Durchbruch

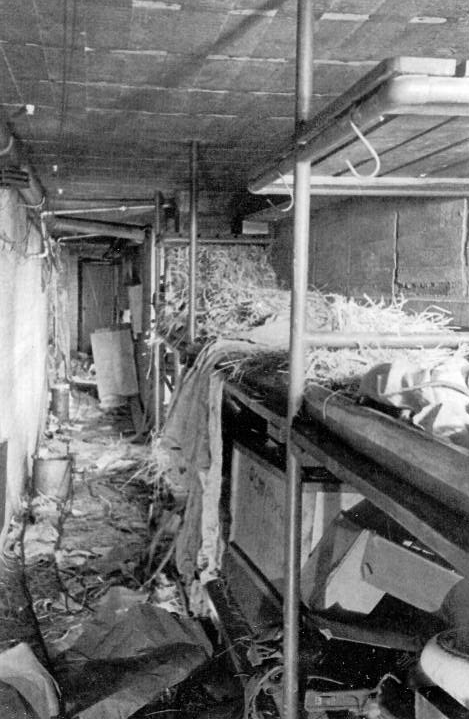
Stockbetten in einem Bunker der Mannerheim-Linie. Die Aufnahme wurde wahrscheinlich im Bunker SK 10 gemacht.

Nach Beginn des Winterkrieges griff die Rote Armee zwischen dem 6. und 11. Dezember 1939 den Taipale-Sektor an, scheiterte aber. Taipale hielt bis zum Schluss.
Zwischen dem 17. und 20. Dezember 1939 wurde der Sektor Summa-Lähde mit sechs Divisionen, einem Panzerkorps und zwei Panzerbrigaden ohne Erfolg angegriffen. Am Hauptkampftag, dem 20. Dezember, verlor die Rote Armee 58 Panzer, davon 22 schwere, ohne auch nur einen einzigen Bunker überwältigen zu können.
Danach wurde die Mannerheim-Linie ununterbrochen bombardiert und beschossen.
Nach Auffrischung der Kräfte begannen die Angriffe wieder am 1. Februar 1940. Ab dem 6. Februar lag der Schwerpunkt auf dem Sektor Summa-Lähde. Am 12. Februar gegen 17 Uhr ging der „Millionen-Bunker“ verloren, während sich der „Poppius-Bunker“ genau an der Straße Leningrad-Wyborg noch weitere fünf Tage halten konnte. Die Eroberung auch dieses Bunkers am 17. Februar 1940 gegen 13 Uhr gilt als Durchbruch durch die Mannerheim-Linie.
Damit hatte die Mannerheim-Linie genau zwei Monate lang einem zahlenmäßig sehr weit überlegenen Gegner standgehalten.

## Weitere Bilder

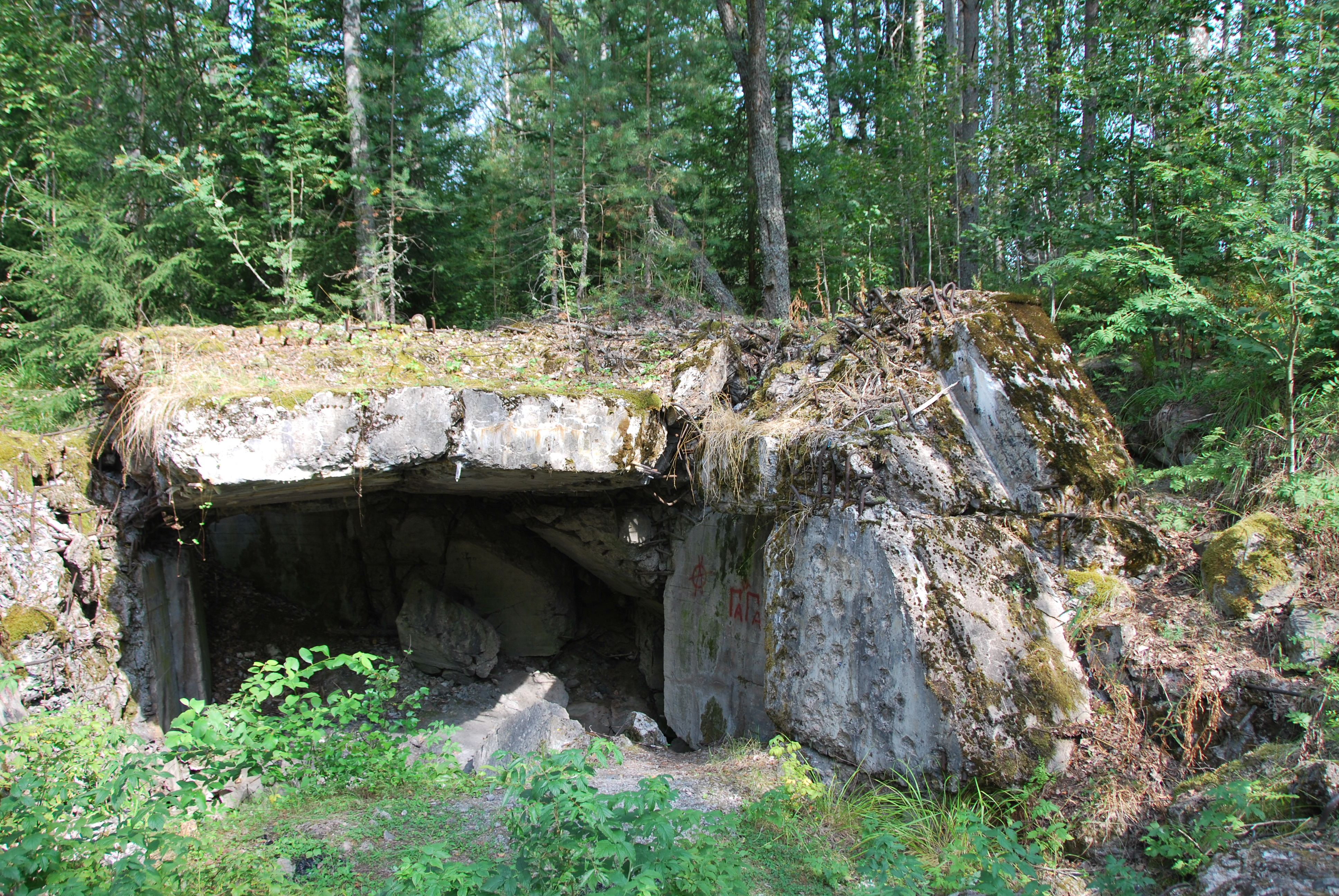
Eingang zum Bunker Le 7.
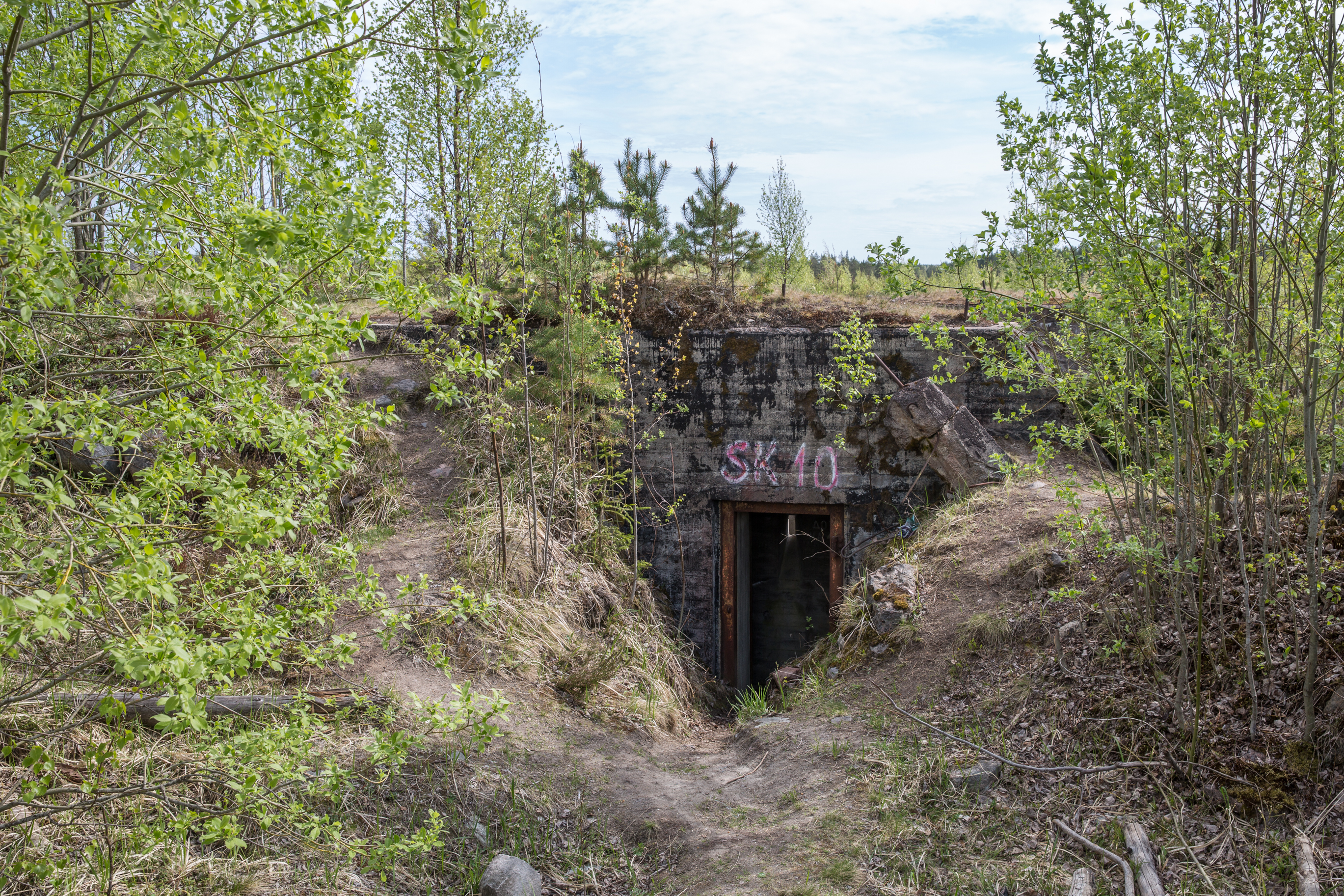
Bunker SK10 im Jahr 2017.
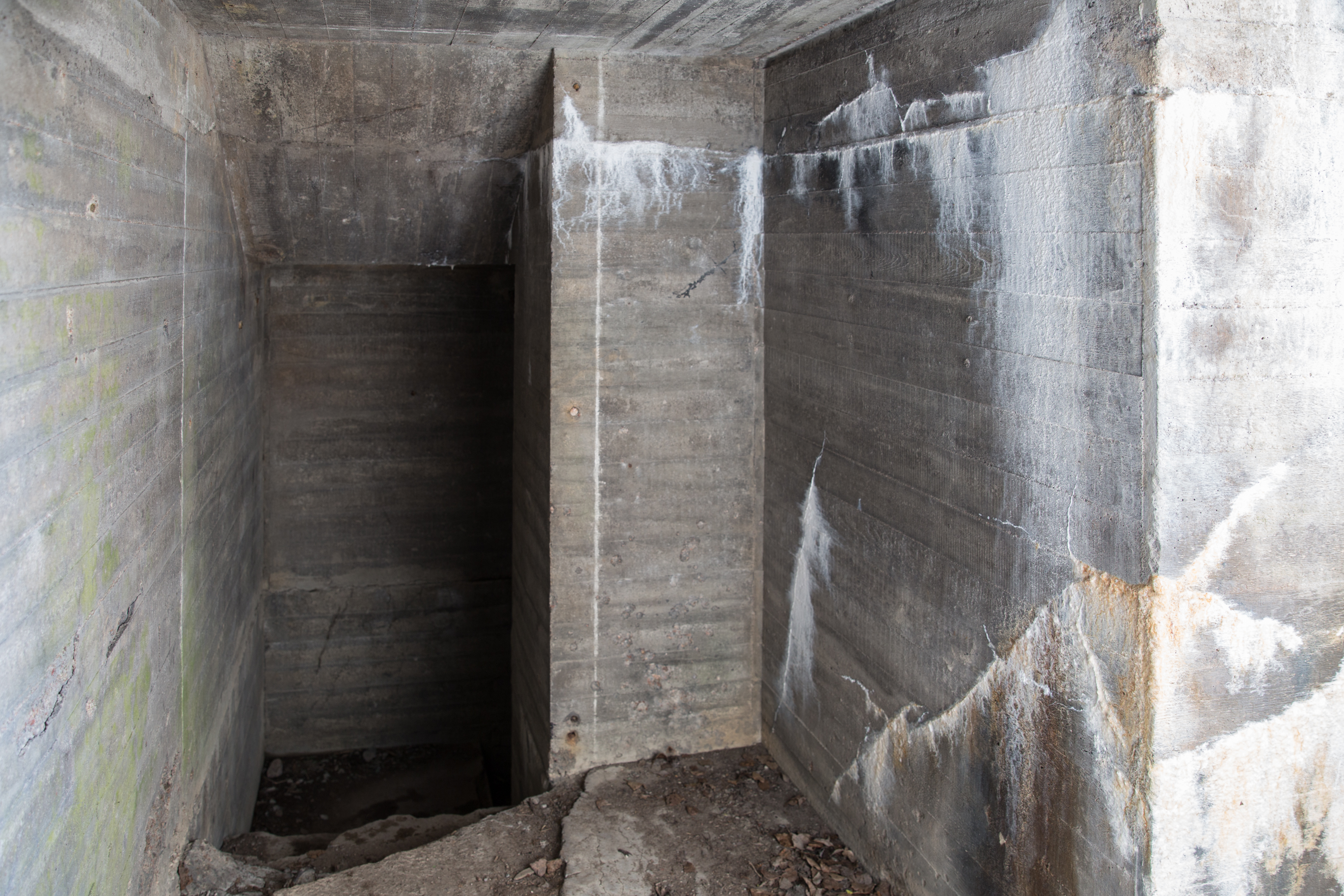
Eingang zum Bunker SK10 im Jahr 2017.